# Barretos
Barretos är en stad och kommun i Brasilien och ligger i delstaten São Paulo. Barretos fick kommunrättigheter år 1885 och har idag cirka 120 000 invånare.

## Administrativ indelning
Kommunen var år 2010 indelad i tre distrikt:
- Alberto Moreira
- Barretos
- Ibitu

## Demografi
| Område              | Areal (km²)   | Invånarantal 1 augusti 2000 | Invånarantal 1 augusti 2010 | Invånarantal 1 juli 2014 |
| ------------------- | ------------- | --------------------------- | --------------------------- | ------------------------ |
| Kommun              | 1 565,64      | 103 913                     | 112 101                     | 118 521                  |
| Urban befolkning    | Ingen uppgift | 98 860                      | 108 686                     | Ingen uppgift            |
| ...varav centralort | Ingen uppgift | 98 225                      | 108 174                     | Ingen uppgift            |